# Godavari
Le Godavari (Godāvarī) est un fleuve important de l'Inde, long de 1 500 km qui prend sa source à Trimbak dans les Ghats occidentaux, près de Nasik, à près de 120 km au nord-est de Bombay dans l'État du Maharashtra, coule en direction du sud-est au travers du Dekkan, traverse le Telangana, et se jette dans le golfe du Bengale dans un delta commun avec la Krishnâ, en Andhra Pradesh.

## Géographie
Ses principaux affluents sont la Dudna, la Pranhita (rg), (avec la Wardha), l'Indravati (rg), la Sabari (rg), la Manjra (rd). La Godavari partage son delta avec la Krishna.
La Godavari fait partie des sept rivières sacrées de l'Inde.

## Hydrologie
Le régime d'écoulement des eaux du Godavari est très irrégulier. Le module du fleuve est de 3 038 m3/s mais son débit mensuel peut varier entre 7 m3/s et 34 606 m3/s. La saison des hautes eaux s'étend de juillet à octobre avec un pic en août tandis que la saison des basses eaux s'étend de décembre à mai.